# Ebubekir
Ebubekir ist ein türkischer männlicher Vorname. Er ist dem Arabischen entlehnt und stellt die türkische Form des arabischen Namens Abu Bakr dar. Dieser wiederum ist von Abū Bakr abgeleitet, einer wichtigen Persönlichkeit des Islam zur Zeit Mohammeds. Vom arabischen Original hat der Name die Bedeutung Vater von Bekir übernommen.

## Namensträger
- Ebubekir bin Abdullah, osmanischer Chronist im 16. und 17. Jahrhundert
- Ebubekir Bulut (* 1982), deutscher Profiboxer
- Ebubekir Öztürk (* 1978), türkischer Schauspieler
- Ebubekir Pascha, osmanischer Verwaltungsbeamter im 16. und 17. Jahrhundert